# Іван Рамірес
Іван Рамірес (ісп. Iván Ramírez, нар. 8 грудня 1994, Асунсьйон) — парагвайський футболіст, півзахисник клубу «Лібертад» та національної збірної Парагваю. Відомий за виступами в низці парагвайських і закордонних клубів.

## Клубна кар'єра
Іван Рамірес народився 1994 року в Асунсьйоні, та є вихованцем футбольної школи клубу «Лібертад». Дорослу футбольну кар'єру розпочав 2013 року в основній команді того ж клубу, в якій грав до 2015 року, після чого керівництво клубу відправило футболіста в оренду до клубу «Депортіво Сантані». У 2016 році Рамірес грав у оренді в клубі «Рубіо Нью». У кінці 2016 року півзахисник повернувся до «Лібертада», де грав до 2018 року. У 2018—2019 роках футболіст грав у оренді в аргентинському клубі «Годой-Крус», а в кінці 2019 року вдруге грав на правах оренди в клубі «Депортіво Сантані». У 2019—2020 роках Іван Рамірес також на правах оренди грав у складі бразильського клубу «Гуарані» (Кампінас).
У 2020 році футболіст повернувся до клубу «Лібертад», де грав до кінця 2021 року. У 2022 році Рамірес грав у складі аргентинського клубу «Сентраль Кордоба» (Сантьяго-дель-Естеро). У 2023 році парагвайський півзахисник повернувся до клубу «Лібертад».

## Виступи за збірні
2011 року Іван Рамірес дебютував у складі юнацької збірної Парагваю, загалом на юнацькому рівні взяв участь у 8 іграх.
Протягом 2013—2015 років Рамірес залучався до складу молодіжної збірної Парагваю. На молодіжному рівні зіграв в 11 офіційних матчах, забив 1 гол.
У 2017 році Іван Рамірес дебютував у складі національної збірної Парагваю. У складі збірної був учасником розіграшу Кубка Америки 2024 року у США. Станом на жовтень 2024 року зіграв у складі збірної 7 матчів, у яких забитими м'ячами не відзначився.

## Титули і досягнення
- Чемпіон Парагваю (8): 2014А, 2014К, 2016А, 2017А, 2021А, 2023А, 2023К, 2024А
- Володар Кубка Парагваю (2): 2023, 2024
- Володар Суперкубка Парагваю (1): 2024